# El mar de fuego
El Mar de Fuego es la tercera novela de la saga de siete libros de El Ciclo de la Puerta de la Muerte escrita por Margaret Weis y Tracy Hickman publicada en 1991 en Estados Unidos.

## Resumen
Abarrach, el Reino de Piedra. Aquí, en un mundo seco y yermo de cavernas subterráneas construido alrededor de un núcleo de lava fundida, las razas menores--humanos, elfos y enanos--parecen haberse extinguido. Incluso hay vestigios de los que pudieron haber sido los últimos supervivientes de la poderosa raza Sartan. Para Haplo y Alfred, enemigos por herencia y compañeros de viaje por necesidad, Abarrach podría revelar más de lo que cualquiera se atrevería a descubrir sobre la historia de los Sartan y el futuro de sus descendientes.
Abarrach, el Mundo de Piedra es eso: lava, piedra, gases venenosos y muy poco y preciado alimento que se pueda cultivar. Las gentes de Abarrach dependen de enormes pilares de piedra con runas inscritas llamadas Coloso para proveerles de una atmósfera respirable y cálida, pero el poder de los Colosos ha empezado a menguar poco a poco durante muchos años. No queda ni rastro de los mensch, y los pocos habitantes que quedan -todos ellos Sartan- se hallan extremadamente debilitados, reservando gran parte del consumo de su magia innata en mantenerlos vivos.
Haplo es enviado a este mundo y descubre, para su gran sorpresa, que Alfred de alguna manera se había infiltrado en el Nexo y había viajado como polizón en su nave. Antes de poder hacer nada, sin embargo, la nave atraviesa la Puerta de la Muerte y sus conciencias se intercambian. Ambos se ven forzados a revivir las memorias más dolorosas del otro: Haplo, como un niño de siete años, siendo testigo de los cadáveres asesinados de sus padres y siendo aleccionado para tener presente que todo es por culpa de los Sartan y Alfred, despertándose para descubrir que él es el único Sartan que queda vivo en Ariano y, hasta dónde él sabe, el único en todos los mundos. Por lo tanto, se ven obligados a seguir conviviendo cada uno en el cuerpo del otro y nunca serán capaces de volver a verse con el mismo odio (en el caso de Haplo) o miedo (desde el punto de vista de Alfred) como se veían hasta el momento.

## Críticas
- “El Mar de Fuego” fue reseñado por Booklist, Publishers Weekly y Voice of Youth Advocates.

- El libro llegó a ser superventas en las listas de Locus Magazine, Waldenbooks y B. Dalton y alcanzó el puesto número 15 en New York Times Best Seller list.

- Datos: Q2522989